# Piramide Vincent
Piramide Vincent – szczyt w Alpach Pennińskich, części Alp Zachodnich. Leży w północnych Włoszech na granicy regionów  Piemont i Dolina Aosty, blisko granicy ze Szwajcarią. Należy do masywu Monte Rosa. Szczyt zawdzięcza swoją nazwę nazwisku pierwszego zdobywcy, którym był Johann Nikolaus Vincent. Sąsiaduje z Punta Giordani. Szczyt można zdobyć ze schronisk Rifugio Gnifetti (3611 m) lub Rifugio Città die Mantova (3498 m). Lodowce pod szczytem to  Ghiacciaio del Lys, Ghiacciaio di Indren i Ghiacciaio delle Piode.
Pierwszego odnotowanego wejścia dokonał Johann Nikolaus Vincent 5 sierpnia 1819 r.